# Indulis Emsis
Indulis Emsis, född 2 januari 1952 i Salacgrīva i Lettiska SSR, är den förste politikern tillhörande ett grönt parti (Lettlands miljöparti) som fungerat som ett lands premiärminister.
År 2004 var han i tio månader Lettlands premiärminister och 2006–2007 tjänstgjorde han som Saeimas talman.